# Língua núbia antiga
O Núbio antigo é uma antiga variante das línguas núbias atestada na forma escrita entre os séculos VIII e XV (texto mais recente de 1485). A língua é ancestral da atual língua nobiin (Mahasi–Fadijja) e relacionada com outras línguas núbias como a Dongolawi. Foi usada no reino medieval cristão de Macúria e seu sub-reino Nobácia. A linguagem está preservada em pelo menos umas cem páginas de documentos, a maioria de natureza religiosa, escritas numa forma modificada da escrita copta; o mais conhecido é  O Martírio de São Menas.

## História
O núbio antigo teve sua fonte nas línguas dos nômades Noba que ocuparam a região do rio Nilo entre a Primeira e a Terceira Cataratas] e os nômades Makorae que ocuparam a terra entre a Terceira e a Quarta Cataratas após o colapso do Reino de Cuxe (Meroé) em algum momento do século IV. Os Makorae eram uma tribo separada que eventualmente conquistou ou herdou as terras dso Noba: estabeleceram um estado Macúria Bizantino que administrou as terras e Noba separadamente como eparquia de Nobácia. Nobácia foi convertida ao Cristianismo Monofisista pelos sacerdotes Juliano e Longuino, e depois recebeu seus bispos do papa de Alexandria.
O Núbio antigo é uma das línguas africanas mais antigas, mas foi usado apenas de forma esporádica. A administração civil e os registros legais tendiam a empregar o grego coiné, enquanto a liderança da igreja (originalmente todos Coptas Egípcios) eram fluentes em língua copta. Ao longo do tempo, mais e mais, o antigo Núbio começou a aparecer em documentos seculares e religiosos, e o idioma também influenciou o uso das línguas Grega e Copta na região (por exemplo, alguma confusão de gêneros gramaticais gregos e uso de tempos verbais variantes). Os documentos de consagração encontrados com os restos do arcebispo Timóteo sugerem, no entanto, que o grego e a copta continuaram a ser utilizados no final do século XIV, altura em que o árabe também estava em uso generalizado.

## Escrita
O antigo Núbio era escrito em uma variante da escrita uncial do alfabeto grego, incluindo três letras únicas:  ⳡ / ɲ / e  ⳣ / w /, que aparentemente são derivadas dos caracteres meroíticos; assim também é  ⳟ / ŋ /, a menos que seja uma ligadura de dois “gamas” gregos. Além disso usava-se a variante Copta Ⳝ para a letra também Copta Ϭ.
A língua fez uso extensivo da nomina sacra. A abreviatura também foi usada de forma mais geral por todo idioma: além das fórmulas de nomina sacra, uma linha sobre uma letra poderia indicar:
- uma vogal que formou uma sílaba por si só, ou foi precedida por uma  ⲗ, ⳟ, ⲣ, ou ϫ;
- an / i / (às vezes não escrito) anterior a uma consoante.

O som / i / poderia ser escrito  ε, ε̄ι, η, ι ou  υ, ou por uma linha na seguinte letra consoante; / u / normalmente estava escrito? Nos ditongos, uma diaerese às vezes foi usada em ι para indicar a semivogal y. Consoantes geminadas eram escritas duas vezes; As vogais longas geralmente não eram distintas das curtas.
A língua nobiin moderna é uma linguagem tonal: se o Núbio antigo não o fosse, os valores não foram marcados.
As marcas de pontuação incluíam um ponto alto •, às vezes substituído por uma barra invertida dupla \\ ( ⳹), usado aproximadamente como o nosso ponto final, ou como pontuação colon. Uma só barra normal (/) ( ⳺) era usada como ponto de interrogação e uma barra dupla // ( ⳼) era às vezes usada para separar versos.

## Gramática

### Substantivo
O Núbio antigo não tem gênero gramatica, ou qualquer artigo. O substantivo consiste de um tronco para o qual o sufixo de caso gramatical e a pós-posição são adicionados; os principais são os seguintes:
- -l nominativo, marca o sujeito da frase. Ex.: diabolos-il "o demônio (suj.)"; iskit-l "a terra (suj.)"
- -n(a) genitivo, marca o possessor: Ex.: iart-na palkit-la "no mar de pensamentos"
- -k(a) "diretivo", marca o objeto (direto ou indireto: e.g. Mikhaili-ka "Michael (obj.), para Michael"
- -lo locativo, significa "em"
- -la inessivo, significa "entrado"
- -do adessivo, significa "em cima"
- -dal comitativo, significa "com"

O plural mais comum é em -gu-; por exemplo. uru-gu-na "dos reis", ou gindette-gu-ka "espinhos (objeto)", tornando-se -agui- no predicativo. Plurais mais raros incluem -rigu- (por exemplo, mug-rigu-ka "cães (obj.)" (Predicativo -regui-) e -pigu-.

### Determinação
O núbio antigo tem um determinante definido - (ⲓ) ⲗ. A função precisa desse morfema tem sido motivo de controvérsia, com alguns estudiosos propondo-o como caso nominativo ou marcador subjetivo. Tanto a distribuição do morfema quanto a evidência comparativa do Meroítico, entretanto, apontam para um uso como determinante.

### Casos
| Casos estruturais | Nominativo  | –       |
|                   | Acusativo   | -ⲕ(ⲁ)   |
|                   | Genitivo    | -ⲛ(ⲁ)   |
|                   | Dativo      | -ⲗⲁ     |
| Casos lexicais    | Locativo    | -ⲗⲟ     |
|                   | Allativo    | -ⲅⲗ̄(ⲗⲉ) |
|                   | Superessivo | -ⲇⲟ     |
|                   | Subessivo   | -ⲇⲟⲛ    |
|                   | Comitativo  | -ⲇⲁⲗ    |

### Pronome
Os pronomes básicos são:
- ai- "Eu"
- ir- "Tu"
- tar- "Ele, Ela"
- er- "Nós inclusivo"
- u- "Nós exclusivo"
- ur- "Vocês"
- ter- "Eles, Elas"

Demonstrativos são in- "este", man- "aquele"; interrogativos são ngai- "quem?", min- "o quê?", islo "onde?", iskal "como?".

### Número
O marcador de plural mais comum é -ⲅⲟⲩ, que sempre precede a marcação de maiúsculas e minúsculas. Existem alguns plurais irregulares, como ⲉⲓⲧ, pl. ⲉⲓ "homem"; ⲧⲟⲧ, pl. ⲧⲟⲩⳡ "criança". Além disso, existem vestígios de formas plurais animadas separadas em -ⲣⲓ, que são textualmente limitadas a algumas raízes, e. ⲭⲣⲓⲥⲧⲓⲁ̄ⲛⲟⲥ-ⲣⲓ-ⲅⲟⲩ "Cristãos"; ⲙⲟⲩⲅ-ⲣⲓ-ⲅⲟⲩ "cães".

### Verbo
O verbo tem cinco formas principais: Presente, 2 tipos de Pretéritos, Futuro e Imperativo. Cada um dele tem 2 formas, Indicativo e Subjuntivo. São conjugados conforme a pessoa: Ex. no presente - verbo doll- "desejar (a alguém)":
- dollire "Eu desejo"
- dollina "você deseja", "ele, ela desejam"
- dolliro "nós desejamos", "vocês desejam"
- dollirana "eles(as) desejam"

### Plural
O marcador de plural mais comum é -ⲅⲟⲩ, que sempre precede a marcação de maiúsculas e minúsculas. Existem alguns plurais irregulares, como ⲉⲓⲧ, pl. ⲉⲓ "homem"; ⲧⲟⲧ, pl. ⲧⲟⲩⳡ "criança". Além disso, existem vestígios de formas plurais animadas separadas em -ⲣⲓ, que são textualmente limitadas a algumas raízes, e. ⲭⲣⲓⲥⲧⲓⲁ̄ⲛⲟⲥ-ⲣⲓ-ⲅⲟⲩ "Cristãos"; ⲙⲟⲩⲅ-ⲣⲓ-ⲅⲟⲩ "cães".

## Amostra de texto
ⲕⲧ̅ⲕⲁ ⲅⲉⲗⲅⲟ̅ⲥⲛ ⲓ̈ⲏ̅ⲥⲟⲩⲥⲓ ⲛⲁⳡⲁⲛ ⲧⲣⲓⲕⲁ• ⲇⲟⲗⲗⲉ ⲡⲟⲗⲅⲁⲣⲁ ⲡⲉⲥⲥⲛⲁ• ⲡⲁⲡⲟ ⲥ̅ⲕⲟⲉⲗⲙ̅ⲙⲉ ⲉⲕ̅ⲕⲁ
Kitka gelgelosuannon Iisusi nanyan trika, dolle polgara pessna: Papo, iskoelimme ikka.
E quando eles rolaram a pedra, Jesus, elevando seus olhos, disse: Pai, eu Te agradeço.